# Holy Cross Cemetery (Culver City)
Holy Cross est un cimetière catholique situé au 5835, West Slauson Avenue à Culver City, en Californie. Il est géré par l'archidiocèse de Los Angeles. Ouvert en 1939, il couvre 200 acres.
Il contient, entre autres, les tombes et tombeaux des professionnels du monde du spectacle. De nombreuses célébrités se trouvent dans les sections proches de « La Grotte » dans la partie sud-ouest du cimetière.

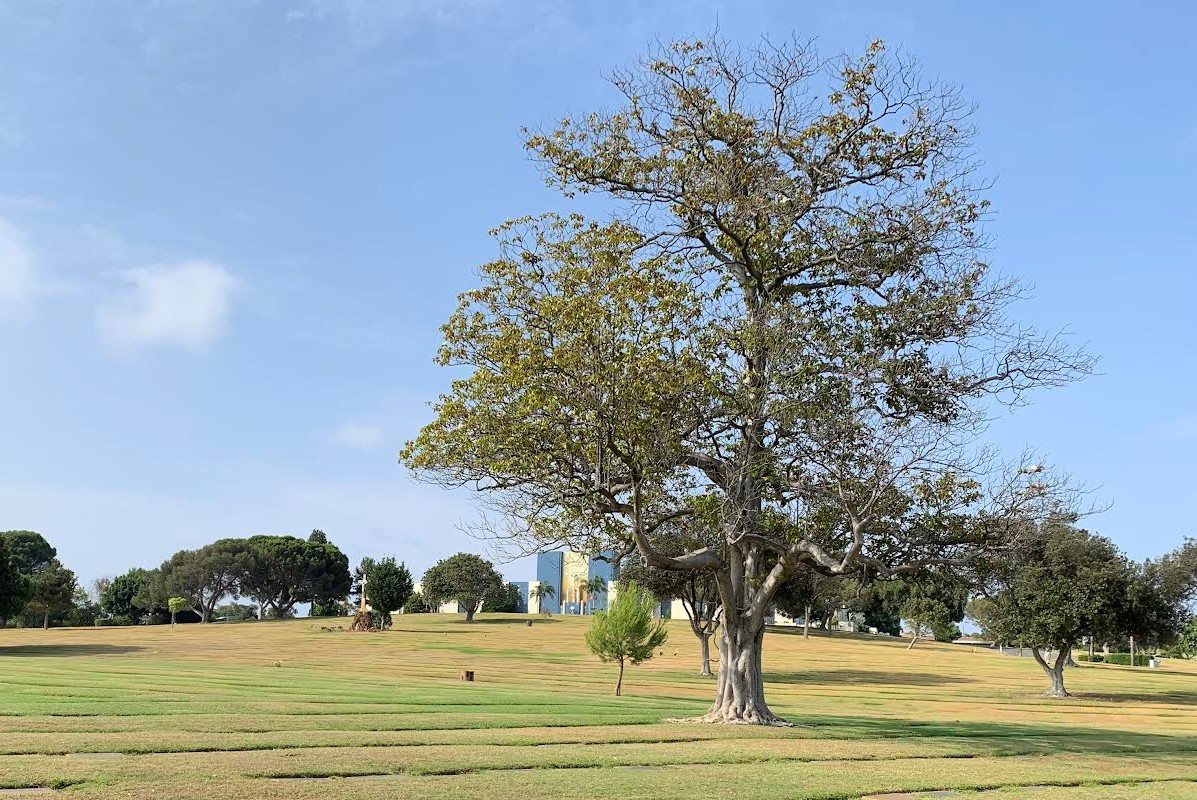
Intérieur du cimetière (juillet 2021).

## Célébrités inhumées
(liste non exhaustive)

### A
- Gypsy Abbott (1896–1952), actrice
- Frank Albertson (1909–1964), acteur
- Sara Allgood (1879–1950), actrice
- Ramsay Ames (1919–1998), actrice
- Tod Andrews (1914–1972), acteur
- Richard Arlen (1899–1976), acteur
- Henry Armetta (1888–1945), acteur
- Mary Astor (1906–1987), actrice

### B
- Joan Banks (1918–1998), actrice
- Sally Blane (1910–1997), actrice
- Joseph Bodner (1925–1982), illustrateur et peintre
- Roman Bohnen (1901–1949), acteur
- Ray Bolger (1904–1987), acteur et danseur
- Fortunio Bonanova (1895–1969), acteur
- Charles Boyer (1899–1978), acteur
- Scott Brady (1924–1985), acteur
- Keefe Brasselle (1923–1981), acteur, producteur, écrivain
- Argentina Brunetti (1907–2005), actrice
- Sonny Burke (1914–1980), chef d'orchestre, compositeur, arrangeur, producteur de disques
- Daws Butler (1916–1988), acteur et voix off

### C
- John Candy (1950–1994), acteur et humoriste
- Macdonald Carey (1913–1994), acteur
- Chloe Carter (1903-1993), actrice
- Walter Catlett (1889–1960), acteur
- Hobart Cavanaugh (1886–1950), acteur
- Marguerite Chapman (1918–1999), actrice
- Ruth Clifford (1900–1998), actrice
- Bill Cody (1891–1948), acteur
- Jackie Coogan (1914–1984), acteur
- Charles Correll (1890–1972), acteur et humoriste
- Jeanne Coyne (1923–1973), actrice, danseuse, chorégraphe
- Darby Crash (1958–1980), musicien
- Bing Crosby (1903–1977), acteur et chanteur
- Dennis Crosby (1934–1991), acteur et chanteur
- Lindsay Crosby (1938–1989), actrice et chanteuse
- Phillip Crosby (1934–2004), acteur et chanteur
- Leo Cullum (1942–2010), dessinateur de bande dessinée
- Dick Curtis (1902–1952), acteur

### D
- Mona Darkfeather (1883–1977), actrice
- Joan Davis (1907–1961), actrice et humoriste
- Virginia Davis (1918–2009), enfant acteur
- Bobby Day (1928–1990), chanteur
- Dennis Day (1916–1988), acteur, chanteur et humoriste
- Pedro de Cordoba (1881–1950), acteur
- Fred de Cordova (1910–2001), réalisateur et producteur
- Eadie Del Rubio (1921–1996), musicien
- Elena Del Rubio (1921–2001), musicien
- Milly Del Rubio (1921–2011), musicien
- Jean Del Val (1891–1975), acteur
- Ralph DePalma (1892–1956), champion coureur automobile, vainqueur du 500 miles d'Indianapolis 1915
- Johnny Desmond (1919–1985), acteur et chanteur
- John Doucette (1921–1994), acteur
- Constance Dowling (1920–1969), actrice
- Doris Dowling (1923–2004), actrice
- Tom Drake (1918–1982), acteur
- Al Dubin (1891–1945), songwriter
- Jimmy Durante (1893–1980), acteur et humoriste

### E
- Vince Edwards (1928–1996), acteur
- Richard Egan (1921–1987), acteur
- Lori Esteen (1969-1996), rappeuse du groupe Sweet 'N Lo

### F
- John Fante (1909–1983), romancier, nouvelliste, scénariste
- John Farrow (1904–1963), réalisateur, époux de l'actrice Maureen O'Sullivan, père de l'actrice Mia Farrow
- Emily Fitzroy (1860–1954), actrice
- James Flavin (1906–1976), acteur
- Joe Flynn (1924–1974), acteur et humoriste
- George J. Folsey (1898–1988), directeur de la photographie
- Francis Ford (1881–1959), acteur, écrivain et réalisateur
- John Ford (1894–1974), réalisateur
- Wallace Ford (1898–1966), acteur
- Victoria Forde (1896–1964), actrice
- Norman Foster (1900–1976), acteur et réalisateur
- Gene Fowler (1890–1960), écrivain
- Mary Frann (1943–1998), actrice

### G
- Richard "Skeets" Gallagher (1891–1955), acteur
- Pauline Garon (1900–1965), actrice
- Charles Gemora (1903–1961), acteur et cascadeur
- Ella Margaret Gibson (1894–1964), actrice
- Gaston Glass (1899–1965), acteur
- James Gleason (1882–1959), acteur
- Dedrick D. Gobert (1971–1994), acteur
- Jose Gonzales-Gonzales (1922–2000), acteur
- Pedro Gonzalez-Gonzalez (1925–2006), acteur
- Bonita Granville (1923–1988), actrice
- Gilda Gray (1901–1959), actrice et danseuse
- Robert Greig (1879–1958), acteur
- Fathia Ghali (1930–1976), princesse d’Égypte

### H
- Jack Haley (1898–1979), acteur et humoriste
- Jack Haley, Jr. (1933–2001), réalisateur, producteur, écrivain
- Joe Hamilton (1929–1991), producteur
- Kipp Hamilton (1934–1981), actrice
- Juanita Hansen (1895–1961), actrice
- Neal Hart, acteur et réalisateur
- Henry Hathaway (1898–1985), réalisateur et producteur
- June Haver (1926–2005), actrice, 2e épouse de l'acteur Fred MacMurray
- Allison Hayes (1930–1977), actrice

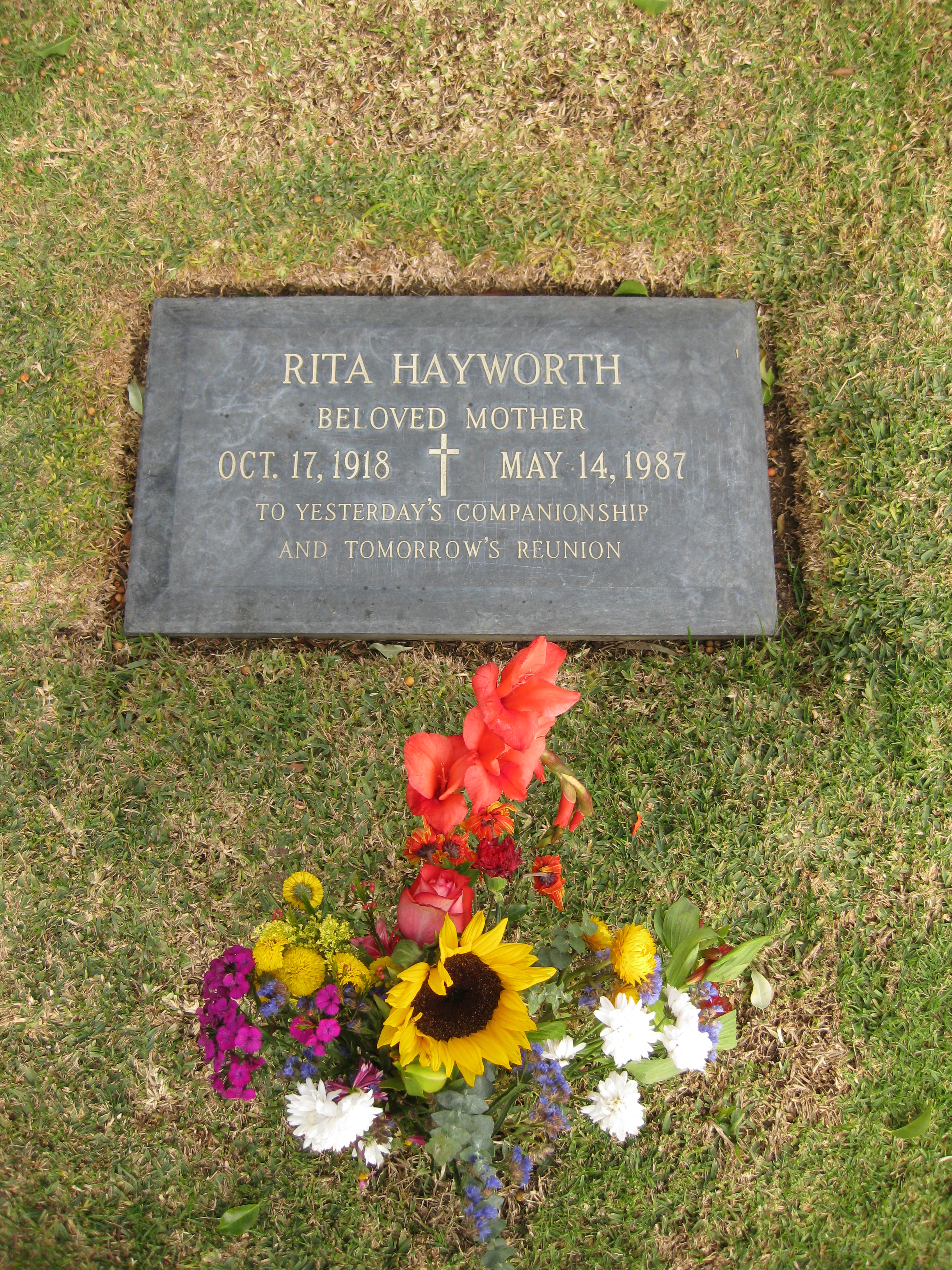
Tombe de Rita Hayworth

- Rita Hayworth (1918–1987), actrice et danseuse
- Emmaline Henry (1928–1979), actrice
- Hugh Herbert (1887–1952), acteur et humoriste
- Conrad Hilton, Jr. (1926–1969), héritier de la chaine d'hôtels Hilton
- Taylor Holmes (1878–1959), acteur

### I
- Amparo Iturbi (1899–1969), compositeur et pianiste de concert
- José Iturbi (1895–1980), compositeur et pianiste de concert

### J
- Rita Johnson (1913–1965), actrice
- Spike Jones (1911–1965), musicien et humoriste
- Jim Jordan (1896–1988), acteur et humoriste
- Marian Driscoll Jordan (1898–1961), actrice et humoriste

### K
- Robert Keith (1898–1966), acteur
- Paul Kelly (1899–1956), acteur
- Charles Kemper (1900–1950), acteur
- Edgar Kennedy (1890–1948), acteur et humoriste
- J. M. Kerrigan (1884–1964), acteur
- Norman Kerry (1894–1956), acteur
- Cammie King (1934–2010), enfant acteur
- Henry King (1886–1982), réalisateur
- James Kirkwood, Sr. (1875–1963), acteur et réalisateur
- Helen Kleeb (1907–2003), actrice

### L
- Jack La Rue (1902–1984), acteur
- Sir Lancelot (1902–2001), chanteur
- Mario Lanza (1921–1959), acteur et chanteur
- Eddie Laughton (1903–1952), acteur
- Dorothy Leavey (1897–1998), philanthrope
- Dixie Lee (1909–1952), actrice, danseuse, chanteuse (1ère épouse de Bing Crosby)
- Joan Leslie (1925-2015), actrice
- Nick Licata (1897–1974), gangster
- Margaret Lindsay (1910–1981), actrice
- David Lloyd (1934–2009), scénariste
- Gene Lockhart (1891–1957), acteur
- Kathleen Lockhart (1894–1978), actrice
- Ella Logan (1913–1969), actrice et chanteuse
- Frank Lovejoy (1912–1962), acteur
- Bela Lugosi (1882–1956), acteur
- William Lundigan (1914–1975), acteur

### M
- Donald MacBride (1889–1957), acteur
- Ranald MacDougall (1915–1973), scénariste
- Fred MacMurray (1908–1991), acteur
- George Marshall (1891–1975), réalisateur
- Marion Martin (1909–1985), actrice
- Alfredo Ramos Martínez (1871–1946), artiste, éducateur
- Al Martino (1927–2009), chanteur
- Rudolph Maté (1898–1964), Directeur de la photographie et réalisateur
- May McAvoy (1899–1984), actrice
- Leo McCarey (1898–1969), réalisateur
- Christine McIntyre (1911–1984), actrice
- David McLean (1922–1995), acteur
- Stephen McNally (1913–1994), acteur
- Audrey Meadows (1922–1996), actrice
- Ann Miller (1923–2004), actrice, chanteuse, danseuse
- Millard Mitchell (1903–1953), acteur
- James V. Monaco (1885–1945), compositeur
- Ricardo Montalbán (1920–2009), acteur
- Carlotta Monti (1907–1993), actrice
- James C. Morton (1884–1942), acteur
- Alan Mowbray (1896–1969), acteur
- Jack Mulhall (1887–1979), acteur
- Richard Murphy (1912–1993), scénariste, réalisateur, producteur

### N
- Anne Nagel (1915–1966), actrice
- Reggie Nalder (1907–1991), acteur
- Grete Natzler (1906–1999), actrice et chanteuse
- Evelyn Nesbit (1884–1967), actrice
- Fred C. Newmeyer (1881–1967), réalisateur

### O
- Edmond O'Brien (1915–1985), réalisateur
- Pat O'Brien (1899–1983), acteur
- Helen O'Connell (1920–1993), chanteur
- Barney Oldfield (1878–1946), coureur automobile, réalisateur
- Kid Ory (1886–1973), tromboniste, chef d’orchestre, Dixieland jazz

### P
- Robert Paige (1911–1987), réalisateur
- George Pal (1908–1980), réalisateur, producteur, animateur
- Hermes Pan (1910–1990), chorégraphe, danseur
- Louella Parsons (1881–1972), écrivain, éditorialiste
- Pat Paterson (1910–1978), actrice
- Chris Penn (1965–2006), acteur
- Leo Penn (1921–1998), acteur et réalisateur
- Jean Peters (1926–2000), actrice
- ZaSu Pitts (1894–1963), actrice et humoriste
- Paul Porcasi (1879–1946), acteur
- Dick Purcell (1908–1944), acteur

### R

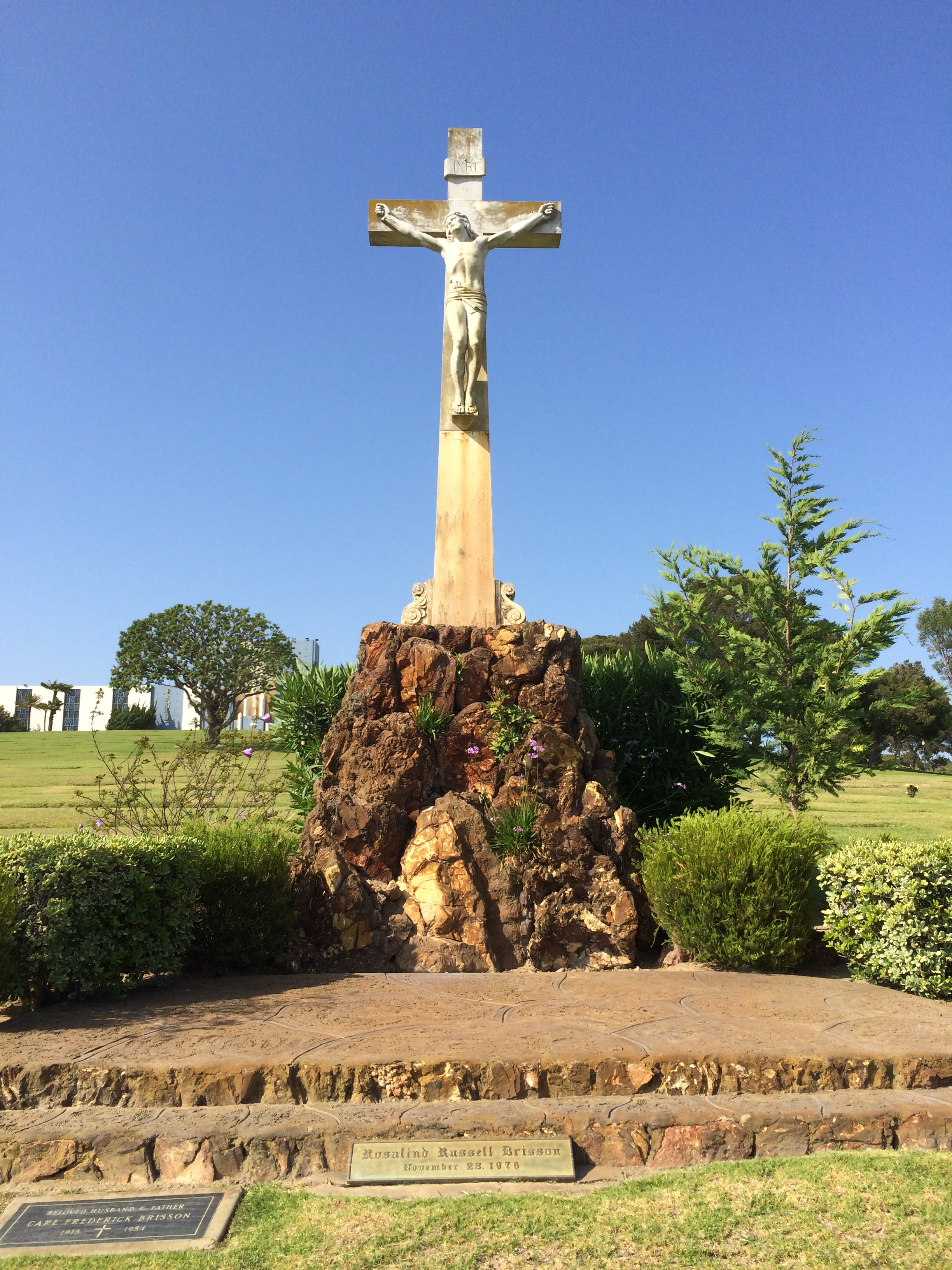
Tombe de l'actrice Rosalind Russell à Holy Cross

- Rosa Raisa (1893–1963), chanteur d’opéra
- Alejandro Rey (1930–1987), réalisateur
- Kane Richmond (1906–1973), réalisateur
- Hayden Rorke (1910–1987), réalisateur
- Rosalind Russell (1907–1976), actrice
- Faiza Rauf (1923–1994), princesse d'Egypte

### S
- Gia Scala (1934–1972), actrice
- Fred F. Sears (1913–1957), acteur et réalisateur
- Dorothy Sebastian (1903–1957), actrice
- Edward Sedgwick (1889–1953), acteur, réalisateur, scénariste, producteur
- Miriam Seegar (1907–2011), actrice
- John F. Seitz (1892–1979), directeur de la photographie et inventeur
- Mack Sennett (1880–1960), magnat
- Frank Shannon (1874–1959), acteur
- Diane Sherbloom (1942–1961), patineuse artistique
- Margarita Sierra (1936–1963), chanteuse et actrice
- Miriam Snitzer (1922–1966), actrice
- Jo Stafford (1917–2008), chanteuse
- Harry Stradling (1901–1970), directeur de la photographie
- Edmund Sylvers (1957–2004), chanteur

### T
- Sharon Tate (1943–1969), actrice tuée par la Manson family
- Ray Teal (1902–1976), acteur
- Dewey Terry (1938–2003), musicien

### V
- Joseph A. Valentine (1900–1949), directeur de la photographie
- Mabel Van Buren (1878–1947), actrice
- Joe Viterelli (1937–2004), acteur

### W
- Geraldine Wall (1912–1970), actrice
- Robert Warwick (1878–1964), acteur
- Bryant Washburn (1889–1963), acteur
- Ned Washington (1901–1976), auteur compositeur
- Bernie Wayne (1919–1993), auteur compositeur
- Lawrence Welk (1903–1992), musicien
- Paul Weston (1912–1996), chef d'orchestre, arrangeur et compositeur
- Tim Whelan (1893–1957), réalisateur et scénariste
- Mary Wilson (1944-2021), chanteuse ; membre fondateur du groupe The Supremes
- Paula Winslowe (1910–1996), actrice

### Y
- Georgiana Young (1923–2007), actrice
- Loretta Young (1913–2000), actrice
- Polly Ann Young (1908–1997), actrice